# أشلي هاردر
أشلي هاردر (بالإنجليزية: Ashley Harder)‏ هي متسابقة ملكة الجمال وعارضة أمريكية، ولدت في 29 يوليو 1986 في نيوجيرسي في الولايات المتحدة.